# Diego Kacheroff
Diego Kacheroff – argentyński zapaśnik walczący w obu stylach. 
Zajął ósme miejsce na igrzyskach panamerykańskich w 1991. Złoty i brązowy medalista igrzysk Ameryki Południowej w 1990, a także mistrzostw Ameryki Południowej w 1990 roku.